# Wild West Hero
«Wild West Hero» es una canción del grupo británico Electric Light Orchestra, publicada en el álbum de estudio Out of the Blue (1977). La canción, compuesta por Jeff Lynne, fue también publicada como el cuarto sencillo del álbum, tras «Turn to Stone», «Mr. Blue Sky» y «Sweet Talkin' Woman».
El sencillo, que incluyó una parte de piano interpretada por el chelista Melvyn Gale, alcanzó el puesto 31 en la lista británica UK Singles Chart en junio de 1978, pero a la semana siguiente descendió al puesto 36. La comercialización del sencillo en 12" favoreció que en seis semanas llegara al puesto seis. Accidentalmente, tanto el anterior sencillo, «Mr. Blue Sky», como los dos posteriores, «Sweet Talkin' Woman» y «Shine a Little Love», también alcanzaron la posición seis.
El coro de la canción tiene la misma secuencia de acordes que el Canon en re mayor de Pachelbel, pero transpuesto de Re a Sol, que es la tonalidad de "Wild West Hero". La única excepción es el séptimo acorde del coro, que es La en vez de Do.

## Posición en listas
| País        | Lista               | Posición |
| ----------- | ------------------- | -------- |
| Irlanda     | Irish Singles Chart | 9        |
| Reino Unido | UK Singles Chart    | 6        |